# Aloha Poké
Aloha Poké és una franquícia espanyola de restaurants, especialitzada en el plat tradicional Hawaià de Poke. La seva seu principal està situada a Madrid i compta amb establiments en altres ciutats com Barcelona, València, Bilbao, Salamanca, Vigo i Pamplona.

## Història
La companyia va ser fundada a l'any 2016 per Carlos Ortiz de Lucas-Baquero i Guillermo Fuente Gil, inaugurant en 2017 el seu primer establiment en el barri de Chueca (Madrid), convertint-se en un dels primers restaurants especialitzats en el plat tradicional Hawaià de Poke a Espanya. A l'Agost del 2018 va inaugurar el seu segon establiment i va crear la primera franquícia de restaurants de Poke del territori espanyol. Al finalitzar l'any, la companyia va facturar 2,4 milions d'euros amb tres franquícies i dos locals propis a Madrid.
Al 2019 la companyia va inaugurar cinc nous locals a la capital espanyola i també va fer presencia a Barcelona, València, Bilbao, Eivissa i Terrassa, finalitzant la dècada amb 14 restaurants i 5,2 milions d'euros facturats.
El mateix any, la companyia va implementar l'ús de l'àcid polilàctic, o més conegut com a PLA, en els seus bowls. Un material biodegradable, enlloc del plàstic tradicional.
Al 2020 la companyia va obrir dos nous locals a Madrid, i també es va estendre a Vigo, Pamplona, Girona, Mallorca, Saragossa i Gran Canaria. Va finalitzar l'any facturant set milions d'euros, un augment del 34% respecte a les xifres del 2019.
El 2021 l'empresa va renovar la seva imatge de marca amb un nou logo i colors corporatius, i va inaugurar al mes de juny un nou local a Barcelona estil flagship, ubicat a la Ronda de la Universitat. Durant l'any la marca va establir set noves obertures, a les ciutats de Salamanca, Valladolid, Madrid i Barcelona, i va finalitzar amb una facturació de 7,5 milions d'euros, creixent un 7% en relació amb l'any anterior.
Per al març del 2022, la companyia havia inaugurat dos locals a la capital espanyola, concretament als districtes de Ciutat lineal i Rivas-Vaciamadrid.

## Premis i reconeixements
L'empresa va rebre el premi Hot Concepts del grup Peldaño, a la categoria de Servei Ràpid al 2019. Aquest esdeveniment va tenir lloc el 4 de juliol del 2019 al Teatre Goya de Madrid.
Al Maig del 2020 l'empresa va ser nominada entre les finalistes als Premis Nacionals de Màrqueting dins la categoria d'Startups i Pimes. El desembre del mateix any l'empresa va obtenir tres guardons als Premis Meraki a les categories de Sustentabilitat, Implementació i Adaptabilitat al Covid-19 i Desenvolupament de Negoci.
L'abril de 2021 es va anunciar que l'empresa novament havia conformat la llista de nominats als Premis Nacionals de Màrqueting en la categoria de Startups i Pimes, finalitzant a la segona posició. El mateix any va ser guardonada als VI Premis Marques de Restauració a la categoria de Sostenibilitat i Producte, i va guanyar el Premi PesMes a la categoria d'Acció Completa de Màrqueting.

## Locals
| Ciutat     | Locals |
| ---------- | ------ |
| Madrid     | 11     |
| Barcelona  | 6      |
| València   | 1      |
| Bilbao     | 1      |
| Mallorca   | 1      |
| Vigo       | 1      |
| Pamplona   | 1      |
| Girona     | 1      |
| Saragossa  | 1      |
| Salamanca  | 1      |
| Valladolid | 1      |